# ギニアビサウ独立戦争
ギニアビサウ独立戦争（ギニアビサウどくりつせんそう、ポルトガル語:Guerra de Independência da Guiné-Bissau）は、1963年から1974年にかけてポルトガル領ギニアで起きた独立戦争である。戦争の結果、ギニアビサウは独立し、翌年にはカーボベルデも独立した。

## 背景

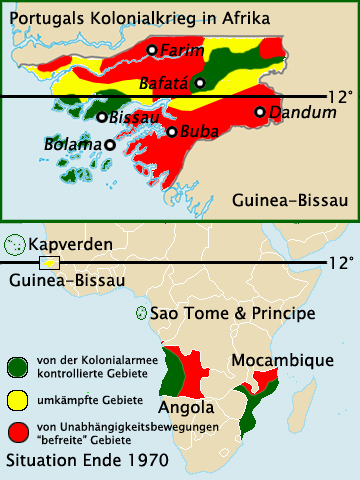
1970年のアフリカのポルトガル植民地の状態。緑はポルトガル支配下、赤は反乱軍支配下、黄色は係争中

ポルトガル領ギニアは近くのカーボベルデ列島と同様に、1446年からポルトガル支配下にあり、18世紀には商品やアフリカ人奴隷交易の中継点だったが、後者は後にポルトガル政府によって非合法化された。19世紀後半まではポルトガルの支配は不十分だった。20世紀前半には散発的な戦闘が続き、ビジャゴ諸島をポルトガルが制圧したのは1936年の事だった。1952年、ギニアビサウは植民地から海外州になる。1956年以前も地域的抵抗は起きていたが、最初の解放運動はアミルカル・カブラルとラファエル・バルボサが設立したギニア・カーボベルデ独立アフリカ党(PAIGC)だった。1959年8月3日、ビサウの造船所職員の職務放棄が最初のギニア・カーボベルデ独立アフリカ党の活動だった。植民地警察が暴力的に職務放棄を制圧して50人以上が殺害されたこの事件は、ピジグイティの虐殺として知られている。虐殺の結果多くの国民がギニア・カーボベルデ独立アフリカ党を支持するようになった。1960年までに、武力闘争を想定して司令部を隣国ギニアのコナクリに移す事が決定された。1961年4月18日、ギニア・カーボベルデ独立アフリカ党はモザンビークのモザンビーク解放戦線やアンゴラのアンゴラ解放人民運動、サントメ・プリンシペのサントメ・プリンシペ解放運動と共にポルトガル植民地国民組織会議(CONCP)をモロッコでの会議で結成した。組織の主要目的はポルトガル植民地からの独立運動の協力だった。

## ポルトガル海外軍とギニア・カーボベルデ独立アフリカ党
ギニアでの戦争は「ポルトガルのベトナム」と言われた。主要独立運動勢力はマルクス主義のギニア・カーボベルデ独立アフリカ党で、訓練や統率も優れており、セネガルやコナクリと言った近隣国の安全な港を経由して多くの援助を受けていた。ギニアの密林と国境近くの党の同盟勢力は、ゲリラの越境攻撃や補給任務を大いに助けた。1963年1月にゲリラが首都ビサウ南方のコルバル川近くのティテのポルトガル人守備隊を攻撃した事が戦争のきっかけになった。植民地中で同様のゲリラ攻撃が急速に広まり、特に南部が激しかった。1965年には戦争は東部にも広がり、同年には党は北部も攻撃するようになった。当時北部では小規模独立勢力のギニア独立解放戦線(FLING)が展開していた。この時までにアミルカル・カブラル率いる党は堂々と中国やキューバ、ソ連から支援を受けるようになった。

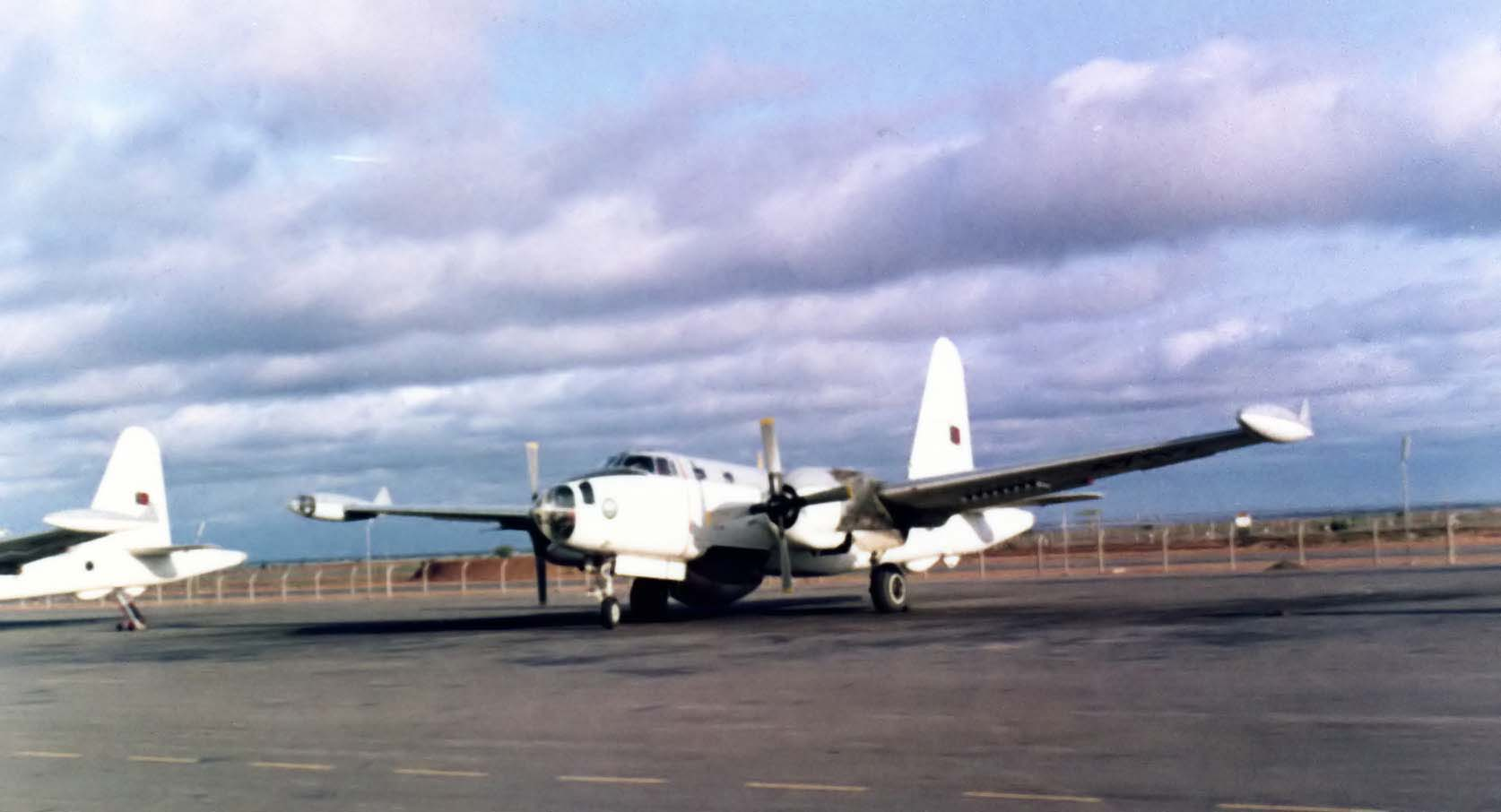
ギニアビサウで活動中のポルトガル空軍のP-2

党がゲリラ作戦を成功させた事で、ポルトガル領ギニアに配備されているポルトガル海外軍は前半は防戦的で、後半は保持している領土や都市を守る事に専念した。他のポルトガル領アフリカとは異なり、ポルトガル軍による反ゲリラ作戦はギニアではあまり成功しなかった。防衛作戦では少数の兵士が重要な建物、農場、インフラに配備された事はポルトガル歩兵にとって特に破壊的であり、人口密集地の外では党のゲリラ攻撃の良い的だった。地方での党の同調者と加入者の増加もポルトガル軍の士気を挫いた。比較的短期間で、党はポルトガル軍の戦力を削ぎ、ポルトガルによる支配地域をギニアの狭い地域に押し込める事に成功した。「解放領土」の現地ギニア人がポルトガル人土地所有者への借金の支払いや植民地行政府への税金の支払いを止めた事もこの成功の裏に見られる。党の支配地域にある統合製造会社(CUF)の支部は接収され、党支配地域でのポルトガル通貨の使用は禁止された。解放領土での経済を維持する為に、党は早くにマルクス主義の行政府と官僚組織を創った。それは農業製造や政府の破壊から穀物を守る教育された農場労働者、農業生産物と引き換えに直ちに必要な道具や物資を供給する「人民倉庫」から成った。1967年までに党はポルトガル軍の兵舎や宿営地に147回の攻撃を行い、ポルトガル領ギニアの2/3を支配するに至った。1968年、ポルトガルはアントニオ・デ・スピノラ新将軍を迎えて新たな対ゲリラ作戦を始めた。スピノラ将軍は一連の軍事改革を行い、まずは党の地方における支配地域を奪い返す事にした。現地人の信用を勝ち取る為の「勝利の精神」広報作戦や、反抗的な現地ギニア人の抹殺、学校・病院・通信網・道路網等の大規模建設事業、現地ギニア人をポルトガル軍に大量雇用する「アフリカ化」戦略等がある。

### 紛争の「アフリカ化」

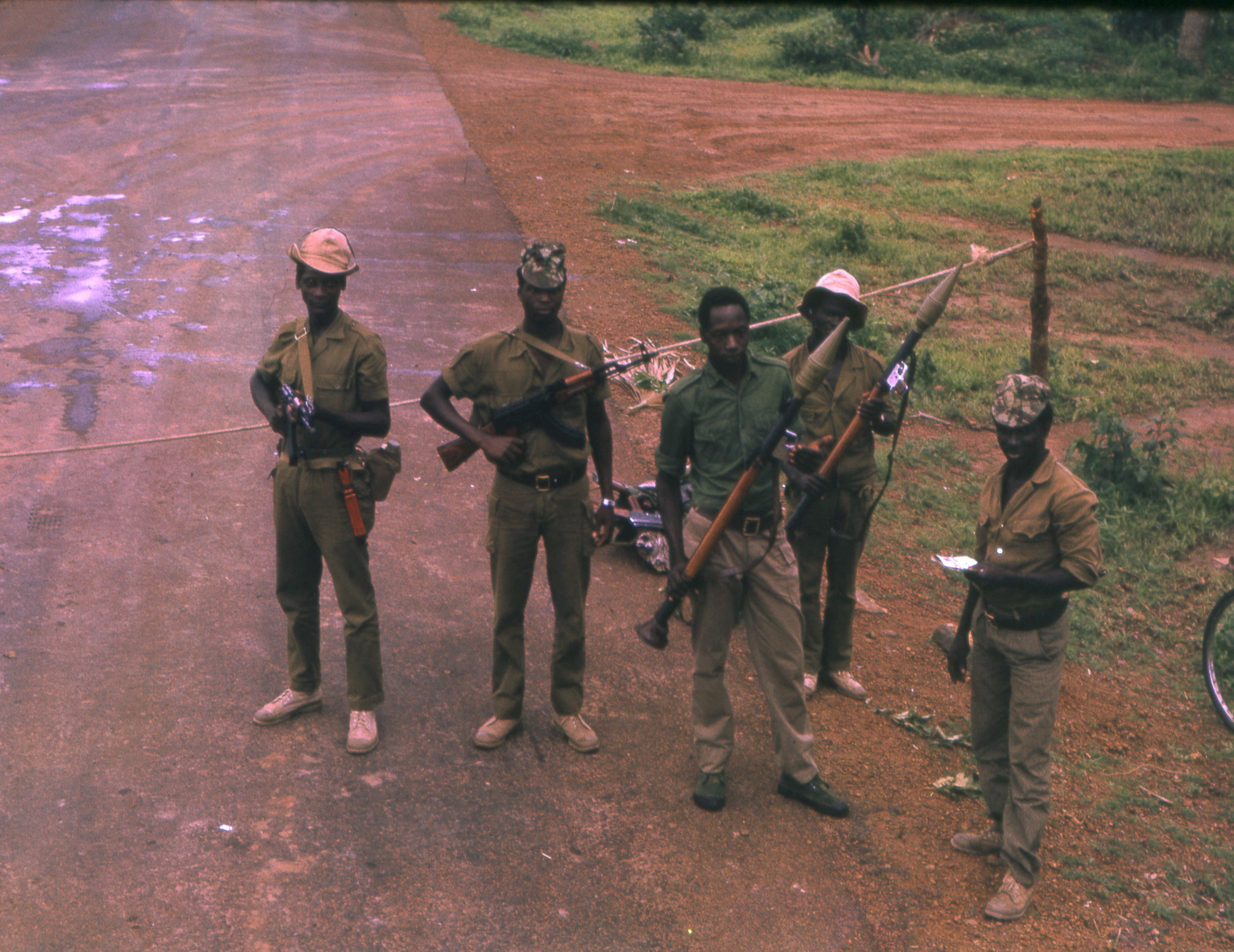
1974年、検問所のギニア・カーボベルデ独立アフリカ党兵士

1960年までに、ギニアに駐留するポルトガル軍は白人司令官に率いられていた。白人の委任兵士、アフリカ混血の海外兵士、現地人が階級で分けられていた。これらの肌の色による差別はスピノラ将軍の「アフリカ化」政策で廃止された。これにより現地人とポルトガル軍の統合が進んだ。2つの特別な反ゲリラ作戦がポルトガル軍によって実施された。1つ目は「アフリカのコマンド部隊」で、司令官も含めて多くが黒人で構成されるコマンド部隊の大隊である。2つ目は「アフリカ特別海兵隊」で、完全に黒人で構成される海兵隊である。アフリカ特別海兵隊は他のポルトガル精鋭部隊と主にギニア河川地域で陸海共同作戦を展開し、ゲリラ軍の壊滅や補給路の破壊を狙った。スピノラ将軍の「アフリカ化」政策によってカルロス・ファビアオ少佐が率いる黒人だけの部隊も誕生した。1970年代前半までに、ポルトガル軍で委任司令官として勤務するギニア人の割合は増え、大佐等の高級士官も誕生した。ギニア人の両親の下に生まれた黒人ポルトガル市民で、道路工学軍曹からアフリカのコマンド部隊司令官になったマルセリノ・ダ・マタが代表的である。

### 戦術の変化

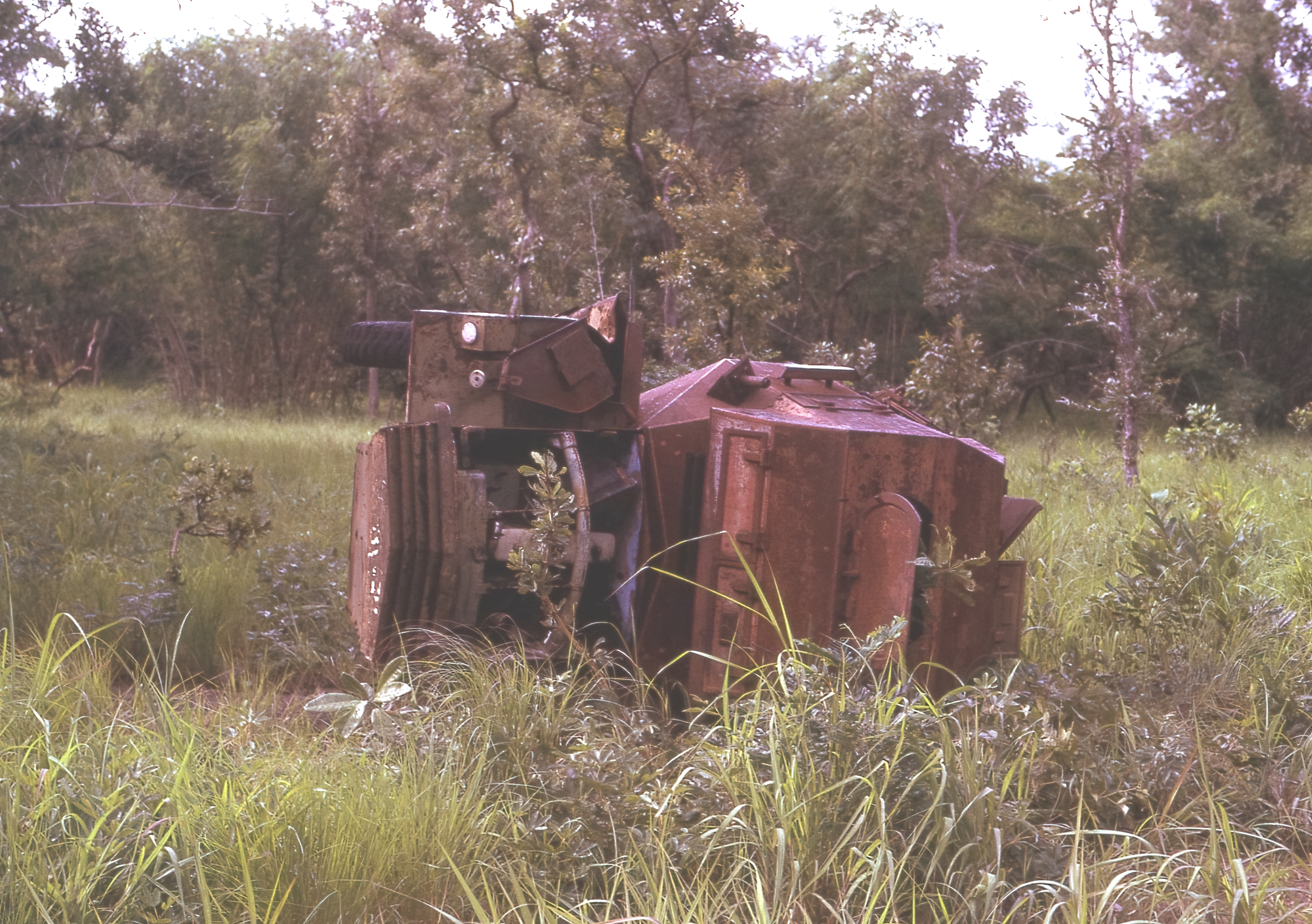
ギニアビサウで破壊されたポルトガルの武装車両

ポルトガル人司令官による軍事戦略改良の中には、湿地帯で未舗装の地域での機動性を解決する為の新しい陸海共同作戦も含まれた。この新作戦では特殊海兵襲撃支隊(DFE)を打撃軍として用いた。特殊海兵隊は折り畳めるm/961(G3)小銃、37mmロケットランチャー、H&K HK21のような軽量機関銃で軽装備し、沼のような悪路における機動性を向上させた。1968年～1972年にポルトガル軍は攻撃姿勢を強め、党の支配地域に空襲を行った。この時にはポルトガル軍は特殊な対ゲリラ作戦を行っており、民族運動の政治施設を攻撃する事もあった。この戦略は1973年1月にアミルカル・カブラルを暗殺した際に頂点を迎えた。しかし党は勢いを増し続け、ポルトガル防衛軍を激しく圧迫するようになった。1970年、ポルトガル空軍(FAP)はアメリカがベトナム戦争で用いたのと同じ焼夷弾や枯葉剤を反乱やその隠れ蓑を破壊する為に用いるようになった。1970年11月22日、隣国ギニアから党への支援を妨害する為に、ポルトガル軍はギニアのセク・トゥーレ政権(党の同盟国)を転覆する為に緑海作戦を行い、党への物資輸送を切断した。この作戦では党の安全港であるコナクリを襲撃し、220人のポルトガル人陸海襲撃部隊と200人の反トゥーレ勢力が市街地を攻撃した。狙っていたクーデターは失敗したが、ポルトガル軍は党の船や戦闘機を幾つか破壊し、26人のポルトガル人捕虜を救出した。緑海作戦は紛争を激化させ、直ちにアルジェリアやナイジェリア、ソ連が党への支援を申し出る事となり、ソ連は軍艦をギニアビサウ地方(NATOは「西アフリカ巡回」と呼んでいる)に派遣し、今後のポルトガル軍によるギニアへの攻撃の阻止を狙った。国連はポルトガル軍によるギニアへの越境攻撃を非難する290号や295号決議を出した。ギニアにいる党の兵士は多くが最高の武装をし、訓練され、全てのゲリラ運動を起こした。1968年の後、党軍はソ連の近代兵器を受け取るようになり、中には9K32 ストレラ-2 (SA-7 グレイル) MANPADSやレーダー制御式対空砲、Il-14爆撃機があった。これらの兵器は効果的にポルトガル軍の航空優勢を削り、党支配地域の中の党宿営地への爆撃を防いだ。1970年までに党はソ連で候補者の訓練を行い、MiG-15戦闘機の飛ばし方やソ連式水陸両用装甲兵員輸送車の動かし方を教わった。

### アミルカル・カブラルの暗殺
党の組織構造を弱体化させる一環として、ポルトガル軍はアミルカル・カブラルの逮捕に数年費やした。逮捕が不可能と分かると、ポルトガル軍は1970年に彼を消す作戦を実行した。1973年1月20日、不満を持つ元協力者と共に特殊部隊はギニアのコナクリで彼を暗殺した。この暗殺は憎しみの終わりの15ヶ月前の事だった。

## ギニアのポルトガル支配の終焉

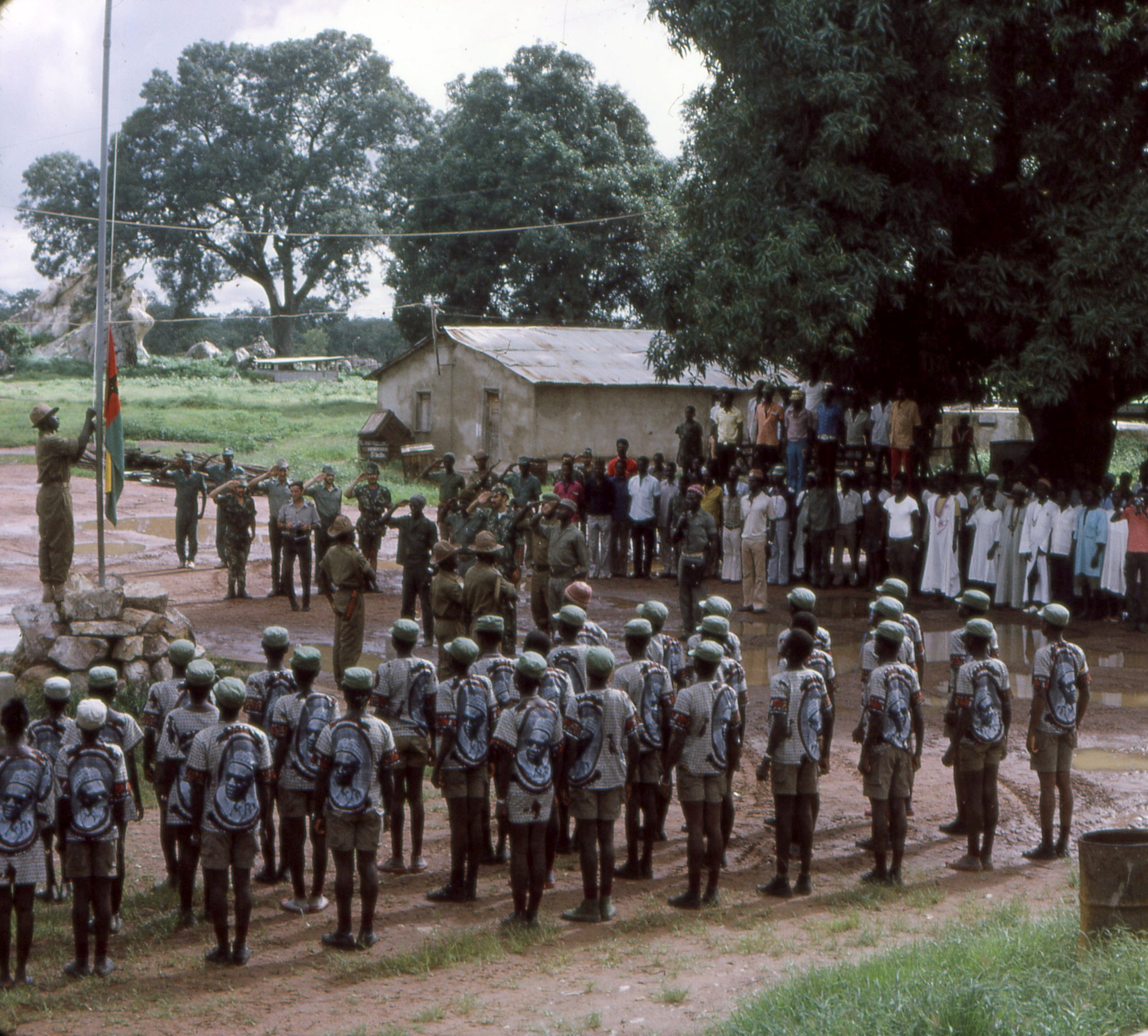
1974年、新しいギニアビサウの国旗を掲げるギニア・カーボベルデ独立アフリカ党ゲリラ達

1974年4月25日、左翼によるカーネーション革命が起こり独裁政権であるエスタド・ノヴォは崩壊した。新政権は直ちに停戦し、党の指導者との交渉を始めた。8月26日、一連の外交会議の後にポルトガルと党はアルジェで10月末までに全てのポルトガル軍を撤収し、党主導のギニアビサウ政府を設立する事で合意した。

### 独立と報復
1974年9月10日、ポルトガルは11年半の武力紛争の後にギニアビサウの完全独立を保障した。独立によって党は順調に国全体に統治を広げた。党は1年前に一方的にボエ市で独立宣言を行っており、これは多くの社会学者や国連の非同盟諸国に認められている。アミルカル・カブラルの弟であるルイス・カブラルによる一党支配が始まった。ポルトガル軍に所属した7447人の黒人兵士は、12月末までに家族と家に帰るか党軍に入るかの選択肢を与えられたが、この申し出を拒否した為にポルトガル軍が捕虜を解放した直後に処刑された。